# 15ª Squadriglia da ricognizione e combattimento
La 15ª Squadriglia da ricognizione e combattimento del Servizio Aeronautico del Regio Esercito fu operativa dal giugno 1915 sul campo di Pordenone con aerei Caproni Ca.18.

## Storia
Nel 1914 la 15ª Squadriglia volava sui Bleriot e nel mese di aprile 1915 era dotata 7 Caproni Ca.18 80 cv inquadrata nel III Gruppo (poi 3º Gruppo caccia terrestre).
All'inizio della guerra resta a Piacenza comandata dal Capitano Umberto Rossi che dispone di altri 4 piloti ed il 24 giugno si sposta a Pordenone per il Parco d'Assedio di Artiglieria per transitare sui Caproni 2 Parasol 100 hp (variante del Caproni Ca.22) che doveva ritirare a Vizzola Ticino.
Il 30 giugno arrivano i nuovi aerei ma dopo gli incidenti sul nuovo aereo, di cui uno che causa la morte di un pilota per la rottura di un'ala, la squadriglia viene sciolta il 15 settembre 1915.